# Windpark Kapelle
Windpark Kapelle (ook bekend als Windpark Kapelle-Schore.) is een windmolenpark met twee windturbines van elk 225 kilowatt dicht bij de zeedijk in de gemeente Kapelle in de Nederlandse provincie Zeeland. Het park is in 1997 operationeel geworden.
Het windpark wordt beheerd door E-Connection Beheer Windparken, dat (eind 2023) bekijkt hoe het park te moderniseren is in combinatie met de Dijkversterking Hansweert. De verwachting is dat in 2025 twee turbines van 4,2 MW geïnstalleerd kunnen worden.